# أبيل باريرا هرنانديز
أبيل باريرا هرنانديز (بالإسبانية: Abel Barrera Hernández)‏ هو كاهن كاثوليكي وناشط حقوق الإنسان مكسيكي، ولد في 10 أبريل 1960 في Tlapa de Comonfort ‏ في المكسيك.